# Hoddesdon
Hoddesdon je město okresu Broxbourne v anglickém hrabství Hertfordshire, mezi Cambridge a Londýnem, v údolí Lea.

## Poloha
Nachází se 5 km západně od Harlowu a 6 km jihovýchodně od Hertfordu.

## Historie
V roce 1253 byl v Hoddesdonu povolen trh. V roce 1762 byla postavena kaple věnována svatému Patrikovi. V Hoddesdonu byla samostatná církevní farnost vytvořena až v roce 1844. K této příležitost byla kaple přestavěna na farní kostel. V roce 1803 založil William Christie ve městě pivovar, který se stal jedním z největších pivovarů v Anglii. Pivovar pokračoval v provozu až do roku 1928. V roce 1842 bylo  zavedeno osvětlení olejovými lampami. V tomto roce se narodil William Gosse. V roce 1921 byl vybudován válečný památník. V 50. a 60. letech 20. století do Hoddestonu emigrovala početná italská komunita..

## Školství
V Hoddestonu existují dvě státní střední školy, Škola Johna Warnera a  Škola Sheredes.